# Uperodon minor
Espèce
Synonymes
- Ramanella minor Rao, 1937

Statut de conservation UICN

 DD  : Données insuffisantes
Uperodon minor est une espèce d'amphibiens de la famille des Microhylidae.

## Répartition
Cette espèce est endémique du Karnataka en Inde. Elle se rencontre à 948 m d'altitude dans les Ghats occidentaux. Elle n'est connue que par son holotype, maintenant perdu, découvert à Sakleshpur dans le district d'Hassan,.

## Publication originale
- Rao, 1937 : On some new forms of Batrachia from south India. Proceedings of the Indian Academy of Sciences, sér. B, vol. 6, p. 387-427.